# Мачинский, Дмитрий Алексеевич
Дми́трий Алексе́евич Мачи́нский (6 октября 1937, Ленинград — 8 января 2012, там же) — советский и российский археолог и историк, специалист по скифо-сарматским и славянским древностям, а также по Новгородской Руси.

## Биография
Потомственный археолог (сын археолога А. В. Мачинского), выпускник Ленинградского университета (1960). Будучи научным сотрудником методического отдела Государственного Эрмитажа, не имел учёной степени и звания. Один из основателей общества «Мемориал» в Ленинграде в 1988 году.
Говоря о личности Мачинского, бывшие коллеги и друзья отмечают его принципиальность, категоричность и нередко конфликтность, а также масштабность мышления и склонность к мистицизму. Мачинский первым провозгласил Старую Ладогу первой столицей Руси и всячески отстаивал этот тезис.
В 1995 году стал одним из учредителей научных чтений памяти своей скоропостижно скончавшейся дочери, археолога Анны Мачинской, которые ежегодно проводятся в Старой Ладоге в декабре.
Похоронен на Серафимовском кладбище

## Научная деятельность
С конца 1960-х Мачинский интересовался вопросами этногенеза славян. Отстаивал точку зрения, что прародиной славян следует считать «бассейн сближающихся истоками и притоками Немана, Березины и Припяти» (современная центральная Беларусь). Связывал выделение славян из широкой балтославянской общности со скромными «лесными культурами» в т. н. «зоне археологической трудноуловимости», в частности, с культурой поздней штрихованной керамики.
Мачинский считал, что прокатившаяся во второй половине VII—VIII веке с юго-запада на северо-восток лесной зоны Восточной Европы волна перемен археологически документирует для пражско-корчакской и колочинско-тушемлинской культур «период возвращения» славян с Дуная, зафиксированный Повести временных лет.
Отмечал большую роль в формировании полиэтничной древнерусской народности и государственности не только славян, финно-угров, варягов, но и «балтославянских» групп, таких, как кривичи и (по его мнению) нерева, а также восточных групп балтов (голядь). Также отмечал, что «безусловное присутствие словен в Ильменском Поозерье археологически улавливается лишь после середины IX века».
Постулировал существование в истории древнерусской государственности периода, упущенного киевскими летописцами: «В Поволховье не позднее конца VIII века возникает протогосударство с центром в Ладоге, окружённой крепостями на речных путях (Алаборг, Любша, Холопий городок и др.), глава которого не позже 830-х гг. принимает титул „хакан“. В то же время Мачинский избегал называть это протогосударство каганатом.
Мачинский высказывал сомнения в объективности дендрохронологической шкалы северо-запада России применительно к VIII—XII векам. Ладожские и новгородские дендродаты, с его точки зрения, следует использовать с осторожностью, „допуская возможную ошибку от нескольких до 20-30 лет“.
По мнению Мачинского, говорить о Волжском и Днепровском путях как о торговых не вполне точно. В VIII—X вв. эти пути и поездки по ним носили многофункциональный характер. В зависимости от целей они могли быть „и сакральными, и торговыми, и военно-завоевательными, и военно-грабительскими, и данническими, и дипломатическими, и познавательно-воспитательными“.
Вслед за Г. Ф. Корзухиной Мачинский локализовал все три известные по арабским источникам группы руси (Славия, Куяба, Арса) в Верхнем Поволжье. Выдвинул гипотезу, что под Куявой следует понимать не Киев, а „прото-Суздаль“ у впадения Нерли в Клязьму.
Учёный приурочивал основание Новгорода к градоустроительной деятельности Ольги. До воцарения Владимира под Новгородом в летописях, с его точки зрения, понимается Рюриково городище (Хольмгард скандинавских саг). Исходным названием Новгорода считал „Невогард“ (от фин. neva „болото“), ссылаясь на искажённую форму топонима, сохранённую в сочинении Константина Багрянородного.
После смерти Ярослава Мудрого, по Мачинскому, его сыновья совершили „переворот“ в государственном устройстве, обосновавшись в городах на юге Руси и лишив политической автономии Новгород и другие древние центры на севере. Тем самым „тщательно построенная конструкция государства, обращённого и к скандинавскому, и к эллинскому Средиземноморьям, была разрушена“, что стало залогом последующих неудач в противоборстве Руси со степью.
Историк А. А. Селин писал о вкладе Мачинского в формирование связанного с Рюриком и варяжской легендой „староладожского мифа“. В поздне- и постсоветской историографии сформировалась идея возрождения Рюрика как „основателя Руси“, которая „пошла из Ладоги“. В 2002—2003 годах к этой теме было привлечено внимание власти; летом 2003 года проведено официальное празднование „1250-летия Старой Ладоги — древней столицы Руси“. Стали возникать новые мемориальные объекты, посвящённые древности Ладоги в контексте „возникновения Руси“.

## Основные публикации
- Мачинский Д. А. О хронологии некоторых типов вещей зарубинецкой и одновременных ей культур // КСИА. — 1963. — № 94. — С.20-28. — С илл.
- Мачинский Д. А., Корзухина Г. Ф., Овсянников О., Тиханова М. А. Рец.: Славянские древности. АСГЭ, Вып.4. Л. — 1962. // СА. — 1963. — № 3. — С.284-290
- Мачинский Д. А. Археологические памятники у с. Круглик и проблемы зарубинецкой культуры // Тезi Подiльськоi iст.краэзнав.конф. Хмельницький. — 1965. — С.71-72.
- Мачинский Д. А. О соотношении пшеворской и зарубинецкой культур (к вопросу о славянах на рубеже н. э.) // ТД сов. делегации на I Международном конгрессе славянской археологии в Варшаве. М. — 1965. — С.10-13.
- Мачинский Д. А. К вопросу о датировке, происхождении и этнической принадлежности памятников типа Поянешты-Лукашевка // Археология Старого и Нового Света. М. — 1966. — С.82-96.
- Мачинский Д. А. К вопросу о происхождении зарубинецкой культуры // КСИА. — № 107. — 1966. — С.3-8.
- Мачинский Д. А. О соотношении пшеворской и зарубинецкой культур: к вопросу о славянах на рубеже н. э. // I Miedzynarodowy kongres archeologii slowianskiej. Wroclaw (i.i.). — 1969. — T2. — S.277-282.
- Мачинский Д. А., Артамонов М. И., Корзухина Г. Ф. Иван Иванович Ляпушкин (1902—1968) (Некролог) // КСИА. — № 125. — 1971. — С.3-4.
- Мачинский Д. А. О времени первого активного выступления сарматов в Поднепровье по свидетельствам античных письменных источников // АСГЭ. — 1971. — Вып.13. — С.30-54: карт. Рез.англ.
- Мачинский Д. А. Кельты на землях к востоку от Карпат // АСГЭ. — 1973. Вып.15. — С.52-64: илл., карт. Рез.англ.
- Мачинский Д. А. О культуре Среднего Поднепровья на рубеже скифского и сарматского периодов // КСИА. — № 133. — 1973. — С.3-9: илл., карт.
- Мачинский Д. А. О смысле изображений на некоторых произведениях греко-скифской торевтики и о значении их для понимания истории Скифии IV—III вв. до н. э. // Античные города Северного Причерноморья и варварский мир. КТД НК. Л. — 1973. — С.25-26.
- Мачинский Д. А. Славяне на территории Белоруссии в I в. до н. э. — VII в.н. э. // Этногенез белорусов. КТД НК. Мн. — 1973. — С.56-60.
- Мачинский Д. А. Текст выступления на совещании // Корпус древнейших источников по истории народов СССР: Мат-лы совещания археографов-медиевистов РСФСР (11-12 апреля 1972 г.) / ред. В. Т. Пашуто, Я. Н. Щапов. М. — 1973. — С.49-52.
- Мачинский Д. А. Кельты на землях к востоку от Карпат // Кельты и кельтские языки. М. — 1974. — С.31-41. Рез. англ.
- Мачинский Д. А. Некоторые проблемы этногеографии восточно-европейских степей во II в. до н. э. — I в.н. э. // АСГЭ. — 1974. — Вып.16. — С.122-132.
- Мачинский Д. А. Die alteste zuverlassige urkundliche Erwahnung der Slawen und der Versuch, sic mit den archaologischen Daten zu vergleichen // Ethnologia Slavica (Bratislava). — 1974. — T.6. — S.51-70. Рез. рус
- Мачинский Д. А. К вопросу о территории обитания славян I—VI вв. // АСГЭ. — 1976. — Вып.17. — С.82-100.
- Мачинский Д. А., Тиханова М. А. О местах обитания и направлениях движения славян I—VII вв.н. э. по письменным и археологическим источникам // Асtа Archaeologica Carpalica. — 1976. — Т.16. — S.59-94. Рез. нем., польск.
- Мачинский Д. А., Каспарова К. В., Щукин М. Б. Рец.: Поболь Л. Д. Славянские древности Белоруссии. АН БССР. ИА Т. 1-3. Мн. — 1971—1974 // СА. — 1976. — № 4. — С.241-253.
- Мачинский Д. А. О смысле изображений на Чертомлыцкой амфоре // Проблемы археологии. — 1978. — Вып.2. — С.232-240. илл.
- Мачинский Д. А. Пектораль из Толстой Могилы и великие женские божества Скифии // Культура Востока: Древность и раннее средневековье. Л. — 1978. — С.131-150: илл. Рез. англ.
- Мачинский Д. А. „Дунай“ русского фольклора на фоне восточно-славянской истории и мифологии // Русский Север: Проблемы этнографии и фольклора. Л. — 1981. — С.110-171.
- Мачинский Д. А. Миграция славян в I тыс.н. э. (по письменным источникам с привлечением данных археологии) // Формирование раннефеодальных славянских народностей. М. — 1981. — С.31-52.
- Мачинский Д. А. О времени и обстоятельствах первого появления славян на Северо-Западе Восточной Европы по данным письменных источников // Северная Русь и ее соседи в эпоху раннего средневековья. Л. — 1982. — С.7-24.
- Мачинский Д. А., Шаскольский К. П. Рец.: Булкин В. А., Дубов И. В., Лебедев Г. С. Археологические памятники Древней Руси IX—XI вв. Л. — 1978. // СА. — 1982. — № 2. — С.277-291.
- Мачинский Д. А. О месте Северной Руси в процессе сложения Древнерусского государства и европейской культурной общности // Археологическое исследование Новгородской земли. Л. — 1984. — С.5-25.
- Мачинский Д. А. Рец.: Дубов И. В. Северо-Восточная Русь в эпоху раннего средневековья. Л. — 1982. // СЭ. — 1984. — № 6. — С.160-163.
- Мачинский Д. А. Переяславль Южный и Переяславль Залесский // ТД сов. делегации на 5-м МКСА. 1985. — С.134-135.
- Мачинский Д. А. Ростово-Суздальская Русь в X в. и „три группы Руси“ восточных авторов // Материалы к этнической истории Европейского Северо-Востока. Сыктывкар. 1985. — С.3-23.
- Мачинский Д. А., Давидан О. И., Мачинская А. Д. О роли балтов в формировании культуры Северной Руси VIII—IX вв. (по данным летописей и археологии) // Проблемы этнической истории балтов. Рига. — 1985. — С.57-58.
- Мачинский Д. А., Лаучуте Ю. С. Балтские истоки древнерусской сакральной пары Перун — Велес/Волос (по данным языкознания, истории, археологии) // Проблемы этнической истории балтов. Рига. — 1985. — С.186-188.
- Мачинский Д. А. Возникновение Древней Руси в контексте Средиземноморья. VIII в. до н. э. — XI в.н. э. Основные контуры концепции // Балканы в контексте Средиземноморья. Проблемы реконструкции языка и культуры: Тез. и предв. Материалы к симпозиуму. М. — 1986. — С.120-122.
- Мачинский Д. А. Задачи углубленных занятий со студенческой молодежью на материалах первобытной и древнерусской экспозиций Гос. Эрмитажа (// Сочинский краевед. — Вып.7. — 2 до Древней Руси) // Роль художественных музеев в эстетическом воспитании молодежи. Л. — 1986. — С.284-294.
- Мачинский Д. А., Кузьмин С. Л., Мачинская А. Д. Ранние скандинаво-славянские контакты по материалам Ладоги VIII—X вв. // КТД НК Скандинавистика. — 10. М. — 1986. — 4.1. — С.164-166.
- Мачинский Д. А. Этносоциальные и этнокультурные процессы в Северной Руси: период зарождения древнерусской народности // Русский Север. Л. — 1986. — С.3-29: карт.
- Мачинский Д. А., Булкин В. А. Русь конца VIII — начала X вв. на балто-волжских и балто-донских путях // Финно-угры и славяне. Сыктывкар. — 1986. — С.13-26.
- Мачинский Д. А. Колбяги „Русской Правды“ и приладожская курганная культура // Тихвинский сборник. — 1988. — Вып.1. — С.90-103.
- Мачинский Д. А. Некоторые географические и исторические предпосылки возникновения севернорусского протогосударства // АСГЭ. — 1988. — Вып.29. — С.117-128: карт. Рез.англ.
- Мачинский Д. А. О скандинавском компоненте в составе Волховской Руси // Новгород и Новгородская земля: История и археология. Тез. науч.практ. конф. Новгород. 1988. — С.46-49.
- Мачинский Д. А., Мачинская А. Д. Северная Русь, Русский Север и Старая Ладога в VIII—XI вв. // Культура Русского Севера. Л. — 1988. — С.44-58: илл., карт.
- Мачинский Д. А. Христианство на Руси / „Круглый стол“ (вед. Г. Бельская, корресп. журн. „Знание — сила“) (приняли участие: Г. Лебедев, М. Щукин, Л. Клейн, Д. Мачинский, В. Булкин) // Знание — сила. — 1988. — № 8. — С.36-43.
- Мачинский Д. А. Чорна могила — поховання вiводи Претича // Тез.докл. II Чернiг. конф. Чернiгiв. Нiжин. — 1988. — Ч.2. — С.15-17.
- Мачинский Д. А., Джаксон Т. Н. Связи Северной Руси и Беломорья в IX—XIII вв. // Внешняя политика Древней Руси. ТД М. — 1988. — С.24-29.
- Мачинский Д. А. Боспор Киммерийский и Танаис в истории Скифии и Средиземноморья VIII—V вв. до н. э. // Кочевники евразийских степей и античный мир: проблемы контактов. Новочеркасск. — 1989. — С.7-30.
- Мачинский Д. А. Скифия и Боспор // Скифия и Боспор: Археологич. Материалы к НК памяти М. И. Ростовцева. Новочеркасск. — 1989. — С.5-10.
- Мачинский Д. А. Изображения оленя из алтайских и кубанских курганов как воплощение основной мифологемы Скифии // Исследования, поиски, открытия: КТД НК К. — 225-летию Эрмитажа. Л. — 1989. — С.120-130.
- Мачинский Д. А., Джаксон Т. Н. „Сага о Хальвдане, сыне Эйстейна“ как источник по истории и географии Северной Руси и сопредельных областей в IX—XI вв. // Вопросы истории Европейского Севера. (Историография и источниковедение). Петрозаводск. — 1989. — С.128-145.
- Мачинский Д. А. Территория „Славянской прародины“ в системе географического и историко-культурного членения Евразии в VIII в. до н. э. — XI в.н. э. (контуры концепции) // Славяне: этногенез и этническая история (междисциплинарные исследования). Л. — 1989. — С.76-105.
- Мачинский Д. А.,Джаксон Т. Н. Юго-восточное Приладожье в „Саге о Хальвдане, сыне Энстейна“ // Археология и история Пскова и псковской земли. КТД НК. Псков. — 1989. — С.83-85.
- Мачинский Д. А. О роли финно-язычного населения бассейнов Волхова и Великой в сложении этносоциума „Русь“: VIII—XI вв. // Современное финноугроведение: опыт и проблемы. Л. — 1990. — С.10-120.
- Мачинский Д. А. „Восстанови разрушенный храм…“ (Вступление к лекции „Развитие русского самосознания и этнические взаимодействия на берегах Волхова и Невы за последние 1200 лет“) // Первая публикация: Вестник совета ЭК. — 1988. № 11. / По страницам самиздата. М. — 1990. — С.176-178.
- Мачинский Д. А. Древо России // Юность. — 1992. — № 3. — С.66-70.
- Мачинский Д. А. Скифия и Боспор. От Аристея до Волошина. (Развернутые тезисы концепции) // Скифия и Боспор. Новочеркасск. — 1993 С.6-27.
- Мачинский Д. А., Булкин В. А., Мачинская А. Д. Ладога: истоки славяно-балтийского компонента // Международная конференция, посвященная столетию со дня рождения В. И. Равдоникаса. ТДК. СПб. — 1994.
- Мачинский Д. А., Боковенко Н. South Siberian and Central Asian Sources of Vedaic and Zoroastrian Traditions // World Archaeological Congress — 3. New Delhi. 1994.
- Мачинский Д. А. The main Myth of Scythina according to the archaeological and written Sources // World Archoeologica! Congress — 3. — New Delhi. — 1994.
- Мачинский Д. А. Русско-шведский пра-Петербург // Швеция и СПб. Первый научный семинар 30.09.95. Тексты докладов. СПб. — 1995. — С.14-23.
- Мачинский Д. А. Минусинские „трехглазые“ изображения и их место в эзотерической традиции // Проблемы изучения окуневской культуры: ТДК. СПб. — 1995. — С.57-60.
- Мачинский Д. А., Мачинская А. Д. Некоторые летописные известия в „Истории Российской“ В. Н. Татищева и Ладога IX—XI вв. // Ладога и Северная Русь. Чтения, посвященные памяти Анны Мачинской. СПб. — 1995. — С.4-9.
- Мачинский Д. А. Первоначальные Algdeigja/Ладога и Gardar/Русь // Ладога и Северная Русь. Чтения, посвященные памяти Анны Мачинской. СПб. — 1995. — С.61-65.
- Мачинский Д. А. Земля аримаспов в античной традиции и „простор ариев“ в Авесте // Жречество и шаманизм в скифскую эпоху. СПб. — 1996. — С.3-14: илл.
- Мачинский Д. А.,Казанский В. О. „Ладожская династия“ христианизировала Швецию? // Ладога и северная Европа. Вторые чтения памяти Анны Мачинской. СПб. — 1996. — С.62-67.
- Мачинский Д. А., Панкратова М. В. Саги о древних временах, ладожская эпическая традиция и локализация Алаборга // Ладога и северная Европа. СПб. — 1996. — С.47-57.
- Мачинский Д. А. Предисл. // В книге: Н. И. Петров. Поволховье и Ильменское Поозерье в IX—X вв. СПб. — 1996. — С.3-6.
- Мачинский Д. А. Волховская Русь (VIII—IX вв.) // Современность и археология. Международные чтения, посвященные 25-летию Староладожской археологической экспедиции. СПб. — 1997. — С.71-75.
- Мачинский Д. А. Уникальный сакральный центр III — сер. I тыс. до н. э. в Хакаско-Минусинской котловине // Окуневский сборник. Культура, искусство, антропология. СПб. — 1997. — С.265-287.
- Мачинский Д. А. Центральный образ религиозной системы ведущего сакрального центра Скифии III—I тыс. до н. э. и его сопоставление с некоторыми аспектами антропософии Р. Штайнера // Художник и философия света в искусстве. ТД. СПб. — 1997. — С.91-95.
- Мачинский Д. А. Русско-шведский пра-Петербург // Швеция и СПб: Сб. статей. Стокгольм. — 1997.
- Мачинский Д. А. Сакральные центры Скифии близ Кавказа и Алтая и их взаимосвязи в конце IV — середине I тыс. до н. э. // Stratum. Структуры и катастрофы. — 1. — Кишинев. — 1997.
- Мачинский Д. А. Ладога и религиозное сознание // Ладога и религиозное сознание. Третьи чтения памяти Анны Мачинской. СПб. — 1997.
- Мачинский Д. А., Чугунов К. В. Атрибуты женского культа в древних культурах Саяно-Алтая (пути генезиса, археологический и семантический аспекты) // Древние культуры Центральной Азии и СПб. СПб. — 1998. — С.183-188.
- Мачинский Д. А. Страна аримаспов, простор ариев и „скифские“ зеркала с бортиком // Проблемы археологии. Вып.4. История и культура древних и средневековых обществ. Сб. научных статей, посвящённых 100-летию со дня рождения М. И. Артамонова. СПб. — 1998. — С.102-117.
- Мачинский Д. А. Эпоха викингов в „скандинавском Средиземноморье“ и „русоваряжский период“ на „восточных путях“ („Austrvegir“) // Ладога и эпоха викингов. Четвёртые чтения памяти Анны Мачинской. СПб. — 1998.
- Мачинский Д. А. Семь встреч с Михаилом Илларионовичем // „Санкт-Петербургский университет“, . № 27 (3494), 8 декабря 1998. Стр. 34, 35.
- Мачинский Д. А. Об образном строе серебряных и золотых художественных изделий из Майкопского кургана // ΣΥΣΣΙΤΙΑ. Памяти Юрия Викторовича Андреева. СПб. — 2000. — С.45-70.
- Мачинский Д. А.,Мусбахова В. Т. Земля Айэ, остров Айайэ и вход в Аид в ранних „Аргонавтиках“ и „Одиссее“ в сопоставлении с достоверными сведениями о Понте и Причерноморье античной письменной традиции // Боспорский феномен: Колонизация региона. Формирование полисов. Образование государства. Ч.1. — СПб. — 2001. — С.4-5.
- Мачинский Д. А. „Ось мировой истории“ Карла Ясперса и религиозная жизнь степной Скифии в IX—VII в. до н. э. // Боспорский феномен: Колонизация региона. Формирование полисов. Образование государства. Ч. 2. — СПб. — 2001. — С.101-108.
- Мачинский Д. А., Панкратова М. В. Северная Русь и саги о древних временах // Европа-Азия: Проблемы этнокультурных контактов. СПб. — 2002. — С.23-46.
- Мачинский Д. А. Почему и в каком смысле Ладогу следует считать первой столицей Руси // Ладога и Северная Евразия от Байкала до Ла-Манша. Связующие пути и организующие центры. Шестые чтения памяти Анны Мачинской. СПб. — 2002. — С.5-35.
- Мачинский Д. А. Ещё раз о древнейшем сакральном пути Евразии, о соотношении афанасьевской культуры и стел с „трёхглазыми ликами“ // Ладога и Северная Евразия от Байкала до Ла-Манша. Связующие пути и организующие центры. Шестые чтения памяти Анны Мачинской. СПб. — 2002. — С.38-57.
- Мачинский Д. А. Вновь открытые источники по истории Руси IX—XII вв. // Ладога первая столица Руси. 1250 лет непрерывной жизни. Седьмые чтения памяти Анны Мачинской. СПб. — 2003. — С.156-252.
- Мачинский Д. А. Ладога — древнейшая столица Руси и её „ворота в Европу“ // Старая Ладога. Древняя столица Руси. (Каталог выставки). СПб. — 2003. — С.11-35.
- Мачинский Д. А. Глеб Лебедев и Ладога // Ладога и Глеб Лебедев. Восьмые чтения памяти Анны Мачинской. СПб. — 2004. — С.3-15.
- Мачинский Д. А.,Кулешов В. С. Северные народы середины IV — первой половины VI в. в „Getica“ Иордана // Ладога и Глеб Лебедев. Восьмые чтения памяти Анны Мачинской. СПб. — 2004. — С.26-72.
- Мачинский Д. А. Крест и молот // Ладога и Глеб Лебедев. Восьмые чтения памяти Анны Мачинской. СПб. — 2004. — С.184-206.
- Мачинский Д. А.,Кулешов В. С. Колбяги // Ладога и Глеб Лебедев. Восьмые чтения памяти Анны Мачинской. СПб. — 2004. — С.207-227.
- Мачинский Д. А. Чтения памяти Анны Мачинской в Старой Ладоге. Свершения и перспективы // Ладога и Глеб Лебедев. Восьмые чтения памяти Анны Мачинской. СПб. — 2004. — С.361-362.
- Мачинский Д. А. О Ладоге и первоначальной Руси // Старая Ладога. Первая международная археологическая экспедиция-школа. СПб. — 2004. — С.46-69.
- Мачинский Д. А. Город феаков на острове Схерия („Одиссея“) и город Акротири на острове Каллиста-Фера-Санторини (Спиридон Маринатос) // Боспор и Северное Причерноморье в античную эпоху. Материалы юбилейного международного круглого стола, посвящённого 10-летию конференции „Боспорский Феномен“. СПб. — 2008. — С.9-22.
- Мачинский Д. А. Некоторые предпосылки, движущие силы и исторический контекст сложения Русского государства в середине VIII — середине XI в. // Сложение русской государственности в контексте раннесредневековой истории Старого Света. Труды ГЭ. — Вып. XLIX. — СПб. — 2009. — C.460-538.
- Мачинский Д. А., Мусбахова В. Т. Остров Кирки и изображения на келермесском ритоне, преддверье Аида и древнейшая греческая расписная керамика в Северном Причерноморье (по „Одиссее“ и археологическим материалам) // Боспорский феномен. Искусство на периферии античного мира. СПб. — 2009. — С.319-355.
- Мачинский Д. А., Воронятов С. В. Марк Борисович Щукин // СГЭ. — Вып. LXVII. — СПб. — 2009. — С.183-185.
- Мачинский Д. А., Воронятов С. В. О времени, обстоятельствах и смысле появления сарматских тамг на германских копьях // Germania-Sarmatia II. Калининград — Курск. — 2010. — С.57 — 75.
- Мачинский Д. А. Рыцарь познания // Европейская Сарматия. Сборник, посвящённый Марку Борисовичу Щукину. По материалам конференции, проведённой в рамках XIV чтений памяти Анны Мачинской. Старая Ладога, 26-27 декабря 2009 г. СПб. — 2011. — С.3-15.
- Мачинский Д. А. Предисл. к статье: М. Б. Щукин, Д. А. Мачинский, С. В. Воронятов „Готский путь“, плодороднейшие земли Оium и вельбаркско-черняховское поселение Лепесовка» // Европейская Сарматия. Сборник, посвящённый Марку Борисовичу Щукину. По материалам конференции, проведённой в рамках XIV чтений памяти Анны Мачинской. Старая Ладога, 26-27 декабря 2009 г. СПб. — 2011. — С.245.
- Мачинский Д. А., Щукин М. Б., Воронятов С. В. «Готский путь», плодороднейшие земли Оium и вельбаркско-черняховское поселение Лепесовка // Европейская Сарматия. Сборник, посвящённый Марку Борисовичу Щукину. По материалам конференции, проведённой в рамках XIV чтений памяти Анны Мачинской. Старая Ладога, 26-27 декабря 2009 г. СПб. — 2011. — С.246-291.
- Мачинский Д. А. Послесловие // Европейская Сарматия. Сборник, посвящённый Марку Борисовичу Щукину. По материалам конференции, проведённой в рамках XIV чтений памяти Анны Мачинской. Старая Ладога, 26-27 декабря 2009 г. СПб. — 2011. — С.383-384.
- Мачинский Д. А. Время основания поселения Борисфен на острове Березань и древнейшие этапы освоения эллинами северных берегов Понта // Боспорский феномен. Население, языки, контакты. СПб. — 2011. — С.408 — 421.